# Beauty Revealed
Beauty Revealed è un acquerello su avorio realizzato nel 1828 da Sarah Goodridge.
Autoritratto raffigurante il seno della Goodridge, fu donato al politico Daniel Webster. Dal 2006 è esposto al Metropolitan Museum of Art di New York.